# تپه هلوش۲
تپه هلوش۲ مربوط به دوره عیلامیان است و در شهرستان پل‌دختر، بخش مرکزی، دهستان جایدر، ۳۰۰ متری جنوب شرق روستای هلوش واقع شده و این اثر در تاریخ ۲۸ اسفند ۱۳۸۵ با شمارهٔ ثبت ۱۸۴۳۹ به‌عنوان یکی از آثار ملی ایران به ثبت رسیده است.